# Saint-Sornin-Lavolps
Saint-Sornin-Lavolps is een gemeente in het Franse departement Corrèze (regio Nouvelle-Aquitaine). De plaats maakt deel uit van het arrondissement Brive-la-Gaillarde. Saint-Sornin-Lavolps telde op 1 januari 2022 846 inwoners.

## Geografie
De oppervlakte van Saint-Sornin-Lavolps bedroeg op 1 januari 2022 15,36 vierkante kilometer; de bevolkingsdichtheid was toen 55,1 inwoners per km².
De onderstaande kaart toont de ligging van Saint-Sornin-Lavolps met de belangrijkste infrastructuur en aangrenzende gemeenten.

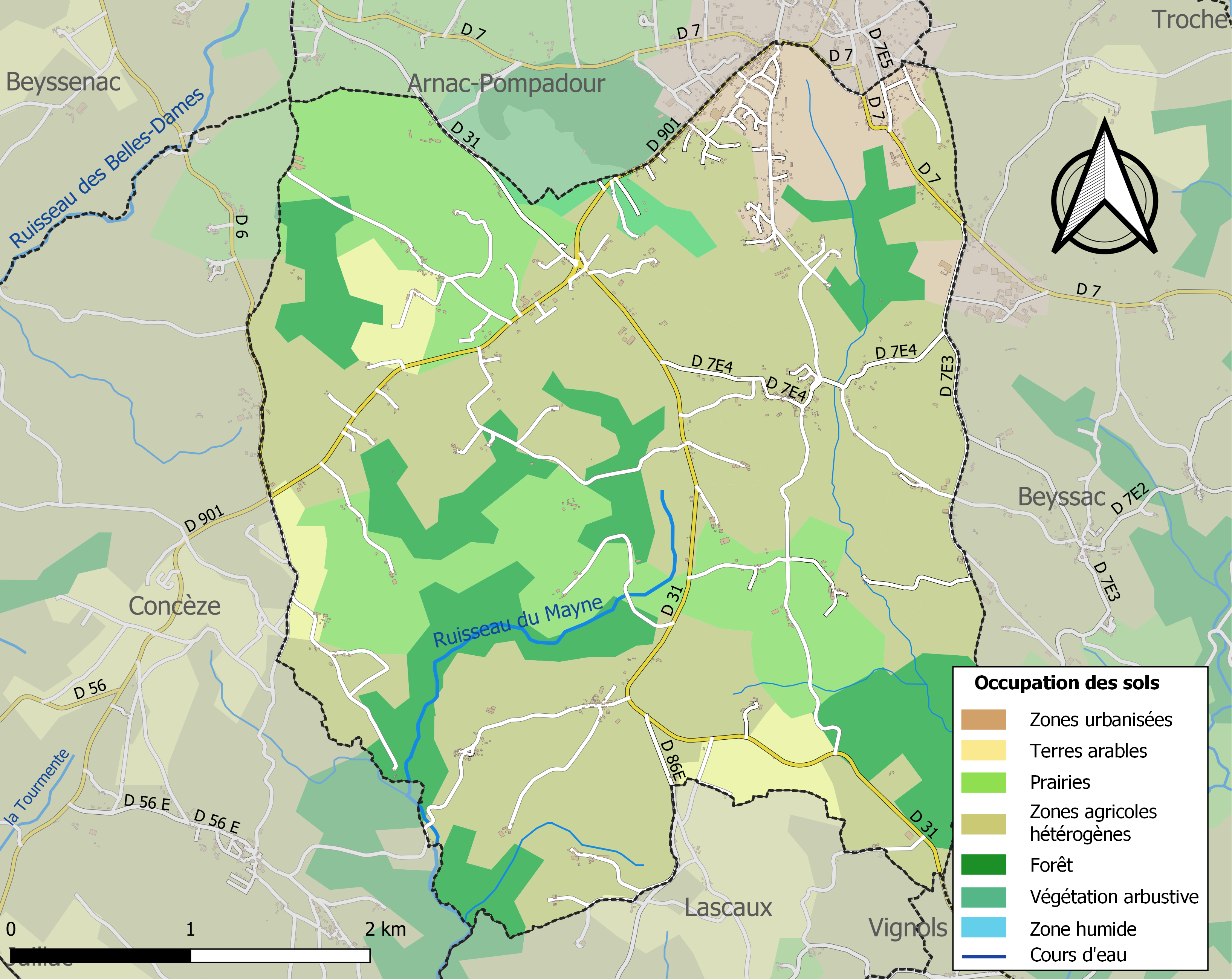

## Demografie
Onderstaande figuur toont het verloop van het inwonertal (bron: INSEE-tellingen).